# Nina (canção)
"Nina" é uma canção escrita pelo cantor e compositor inglês Ed Sheeran e pelo cantor norte-irlandês Johnny McDaid, em seguida, foi gravada pelo primeiro para o seu segundo álbum de estúdio, × (2014), no qual apareceu como a sexta faixa. A música foi produzida por Jake Gosling. "Nina" mostra elementos de "Welcome to My World" de Wretch 32, escrita por Jermaine Scott, Isra Andja-Diumi Lohata e Jay Lee Robert Hippolyte.
Em uma crítica faixa-a-faixa da Billboard, o escritor Jason Lipshutz declarou: "Após a rápida verificação de nomes como Stevie Wonder e Bon Iver "Re: Stacks", Sheeran mais uma vez tenta se esconder do mundo com uma garota, mas O mundo (da música) continua afastando-o do amor. Com notas de piano descendentes e um gancho pop brincalhão, este deve ser marcado como um futuro single."

## Créditos e pessoal
Os créditos seguintes foram adaptados do encarte do álbum × (2014):
- Ed Sheeran — vocais, violão, guitarra elétrica, palmas, composição
- Jake Gosling — produção, engenharia, programação, bateria, percussão, piano e palmas
- Johnny McDaid — composição
- Geoff Swan — engenharia
- Mark "Spike" Stent — mixagem
- Ruadhri Cushnan — mixagem
- Stuart Hawkes — masterização
- Matthew Gooderham — engenheiro assistente
- Ed Howard — palmas
- Chris Leonard — guitarras, palmas e baixo

## Desempenho nas tabelas musicais
Tabelas semanais
| País — Tabela musical (2014)                       | Posição de pico |
| -------------------------------------------------- | --------------- |
| Irlanda — Singles Top 50 (IRMA)                    | 75              |
| Reino Unido — Official Singles Chart Top 100 (OCC) | 57              |

Certificações e vendas
| Região — Associação (Vendas) | Certificação |
| ---------------------------- | ------------ |
| Reino Unido — BPI (600 000)  | Platina      |